# Paul Lux (Schauspieler)
Paul Lux (* 1994) ist ein deutscher Schauspieler.

## Karriere
Paul Lux absolvierte eine 10 Monate dauernde Ausbildung beim Theaterausbildungsprojekt Theater Total in Bochum. Im Jahr 2011 war er unter dem Namen „Paul von Mikulicz“ als junger Wilhelm von Humboldt in seiner ersten Filmrolle in der Literaturverfilmung Die Vermessung der Welt zu sehen, nachdem er zuvor in der komödiantischen Serie Whoops in zwei Episoden als Stimme fungiert hatte. Eine Hauptrolle als Gepo hatte Lux in dem komödiantisch-romantischen Drama Ich Ich Ich inne. Zu sehen war er zudem unter anderem in den Fernsehserien In aller Freundschaft – Die jungen Ärzte, Alarm für Cobra 11 – Die Autobahnpolizei, Letzte Spur Berlin, Großstadtrevier und Notruf Hafenkante. Unter dem Künstlernamen Lestat030 übernahm er 2016 einen Part bei der Cypher 3.0 der HipHop-Gruppe BHZ. In dem 2018 veröffentlichten Abenteuer-Filmdrama Raus war er als Küchenjunge Igor besetzt. Von 2017 bis 2020 spielte er in der Netflix-Serie Dark in 18 Folgen die Rolle des Bartosz Tiedemann.

## Filmografie (Auswahl)

### Film
- 2010: Die Vermessung der Welt
- 2015: Bibi und Tina: Mädchen gegen Jungs
- 2016: Die Hütte
- 2017: Ich Ich Ich
- 2017: Steh still
- 2017: Steig. Nicht. Aus!
- 2020: Futur Drei

### Fernsehen
- 2011: Whoops (Serie, 2 Folgen als Stimme)
- 2016: Paare – Fall 14
- 2016: Babylon Berlin
- 2017: In aller Freundschaft – Die jungen Ärzte (Serie, Folge Plan B)
- 2017: Abgestempelt – Knallgasprobe
- 2017: Alarm für Cobra 11 – Die Autobahnpolizei (Serie, Folge Die verlorenen Kinder)
- 2017–2020: Dark
- 2018: Letzte Spur Berlin (Serie, Folge Unvergessen)
- 2018: Großstadtrevier  (Serie, Folge Daniel in Gefahr)
- 2018: Notruf Hafenkante (Serie, Folge Der Superheld)
- 2018: Macht euch keine Sorgen!
- 2019: SOKO Köln (Serie, Folge Blackout)
- 2019: Die Diplomatin (Serie, Folge Böses Spiel)
- 2019: SOKO Leipzig (Serie, Folge Crystal)
- 2020: Der Kriminalist (Serie, Folge Wir haben es nicht besser verdient)
- 2021: WaPo Bodensee (Serie, Folge Hasardeure)
- 2021: Terra X: Ein Tag auf Burg Münzenberg 1218 (Reihe, eine Folge)
- 2021: SOKO Potsdam: Smoke on the water (Fernsehserie)
- 2023: Morden im Norden (Fernsehserie; Folge: Blutspur)